# أسنان التيتراسايكلن
أسنان التيتراسايكلن (بالإنجليزية:Tetracycline teeth)، هي حالة مرضية تسببها المضادات الحيوية من عائلة التتراسيكلين حيث أنه يسبب تصبغًا داخليًا دائمًا للأسنان، مما يؤدي إلى ظهور خطوط رمادية أو بنية أو زرقاء في الأسنان. يكون تغير لون الأسنان دائمًا لأنه يتطور داخل الأسنان وليس على أسطح الأسنان. إن الأطفال الذين تناولوا جرعات عالية من التتراسيكلين أو أولئك الذين ولدوا لأمهات تناولنه أثناء الحمل يكونون أكثر عرضة للتصبغ. ومع ذلك، فإنه من المحتمل أن يؤثر أيضا على البالغين.

## آلية التصبغ
يحدث تغير لون الأسنان عندما يرتبط التتراسيكلين بالكالسيوم اللازم لنمو الأسنان. يحدث هذا أثناء عملية التمعدن والتكلس، مما يؤدي إلى ظهور بقع داخلية على الأسنان، مما يعني أن الصبغة تتطور من الداخل وليس على سطح السن. وهذا على عكس بقع الأسنان الناتجة عن الطعام أو المشروبات، والتي تتشكل على سطح الأسنان. عند تعرض الطفل للتتراسيكلين، تبزغ أسنان الطفل التي ظهرت حديثًا باللون الأصفر الفلوريسنت. ومع ذلك، فإن التعرض لأشعة الشمس يسبب تغيراً في اللون، وتصبح الأسنان بنية أو رمادية مع مرور الوقت.

## العلاج
بما أن تصبغ التتراسيكلين يتكون داخل الأسنان وليس على السطح فلا يمكن تبييض الأسنان المصابة بمعجون الأسنان أو شرائط وأدوات التبييض المنزلية، لكن هذا لا يعني أنه من غير الممكن التخلص من صبغة التتراسيكلين من خلال التبييض المشدد في العيادة. قد يكون التبييض الاحترافي الداخلي قادرًا على تحسين مظهر الأسنان في الحالات الطفيفة. ولكن في كثير من الحالات، تكون أسنان التتراسيكلين متصبغة جدًا بحيث لا تستجيب بشكل جيد للتبييض لذلك يكون لا بد من استخدام قشور الأسنان أو التيجان حيث أنها فعالة جدًا في تغطية الأسنان وإضفاء مظهر جمالي أفضل بكثير.